# مایپو
مایپو (به اسپانیایی: Provincia de Maipo) یک استان در شیلی است که در منطقه مادرشهری سانتیاگو واقع شده‌است. استان مایپو ۱٬۱۲۰٫۵ کیلومترمربع مساحت و ۴۴۰٬۵۹۱ نفر جمعیت دارد.